# Окрестіна
Окрестіна (біл. тарашк. Акрэсьціна) — комплекс місць позбавлення волі в Мінську, розташований на 1-му провулку Окрестіна (звідси і назва), на розі вулиці Кулібіна та провулку Талаша. Комплекс складається з приймача-розподільника для неповнолітніх (будинок № 38), тимчасового ізолятора (№ 36а) та центру порушників ізоляції (№ 36) міліції Мінська.
«Окрестіна» став побутовим словом, «йти на Окрестіна» означає бути затриманим або сісти до в'язниці. 2020 року він став символом тортур протестувальників проти свавілля влади та підробки результатів виборів.

## Назва
Окрестіна — неофіційна назва комплексу будівель. Ця назва стихійно з'явилася і почала поширюватися серед людей. Насправді це прізвище героя СРСР Бориса Семеновича Окрестіна. Надбанням гласності стало надмірно жорстоке ставлення силовиків до затриманих. Після президентських виборів 2020 року прізвище Героя стало асоціюватися не з його подвигами, а з насильством. «Окрестіно» — пишуть червоною фарбою на плакатах у ланцюгах солідарності з тими, хто постраждав від насильства.
Представник МЗС Білорусі В'ячеслав Казаченок емоційно висловився з приводу знущань людей на вулиці імені Героя Німецько-радянської війни. Він негативно висловився про тортури в установі, яка названа на честь фронтовика, який віддав життя за свободу і краще майбутнє.

## 2020—2021

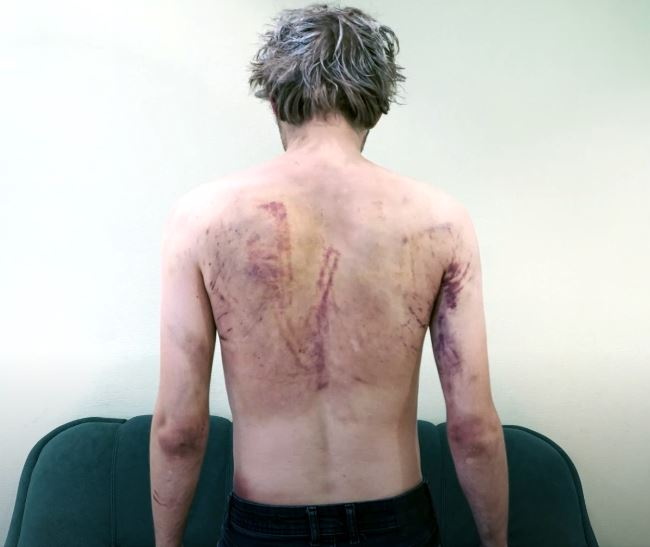
Протестувальник після побиття на Окрестіна, 11 серпня 2020

У день виборів, 9 серпня 2020 року, відразу після голосування, по всій Білорусі розпочались масові акції протесту. Причиною стала фальсифікація результатів виборів на користь чинного президента Лукашенка. Протягом наступних двох днів протестувальників жорстоко намагалися зупинити міліціянти, влада провела каральну операцію на вулицях міста задля припинення протестів. Окрестіна стала одним із зновних місць, куди брали протестувальників, затриманих у Мінську. відпущені затримані свідчили про тортури та жорстоке поводження після затримання.
Відомий випадок, коли після побиття 33-річного Оляксія Жука в слідчому ізоляторі на Окрестіна лікарі зробили йому ряд операцій на нозі, наклавши 30 швів. Затримка надання медичної допомоги лише на один день призвела б до ампутації ноги.
13 серпня засоби масової інформації повідомляли про факти жорстокого поводження із затриманими на Окрестіна: 20–30 осіб утримувались у камері для 4 осіб; людей змушували давати брехливі свідчення; не надано необхідної медичної допомоги; їжа і вода надавалися у дуже невеликих об'ємах, людей жорстоко били. На оприлюдненому аудіозаписі можна почути стогони та крики людей, імовірно через стіни ізолятора на Окрестіна. Того ж дня правозахисники звернулись до міністра МВС Юрія Караєва з вимогою припинити нелюдське поводження із затриманими.
У ніч проти 14 серпня 2020 року родичі людей, затриманих на Окрестіна, зафіксували звуки безперервних побоїв, які було добре чути на вулиці. Записи зафіксували голоси людей, що кричали від болю та благали про допомогу. Один звільнений в'язень повідомив, що ті, хто просив не бити, били ще сильніше. Один із колишніх ув'язнених на Окрестіна повідомив Amnesty international, що їй вдалося зареєструвати скаргу, її навіть оглянув офіційний медичний експерт, але слідчий заявив, що він не розпочне розслідування без «наказів згори».
14 серпня багато людей, затриманих у попередні дні протестів, були звільнені. Декого доставили до швидкої допомоги, десятки людей показали рани та поранення від побиття.
17 серпня, за даними Генеральної прокуратури Білорусі, понад 600 людей повідомили про побиття та катування в центрах тримання під вартою. Того ж дня близько 500 медпрацівників та їхніх прихильників зібралися перед входом до Міністерства охорони здоров'я з вимогою надати доступ лікарям на території центру для ізоляції правопорушників на смузі. Центр хрещення та тимчасового тримання на вул. Володарського в Мінську для обстеження пацієнтів та розв'язання питання госпіталізації.

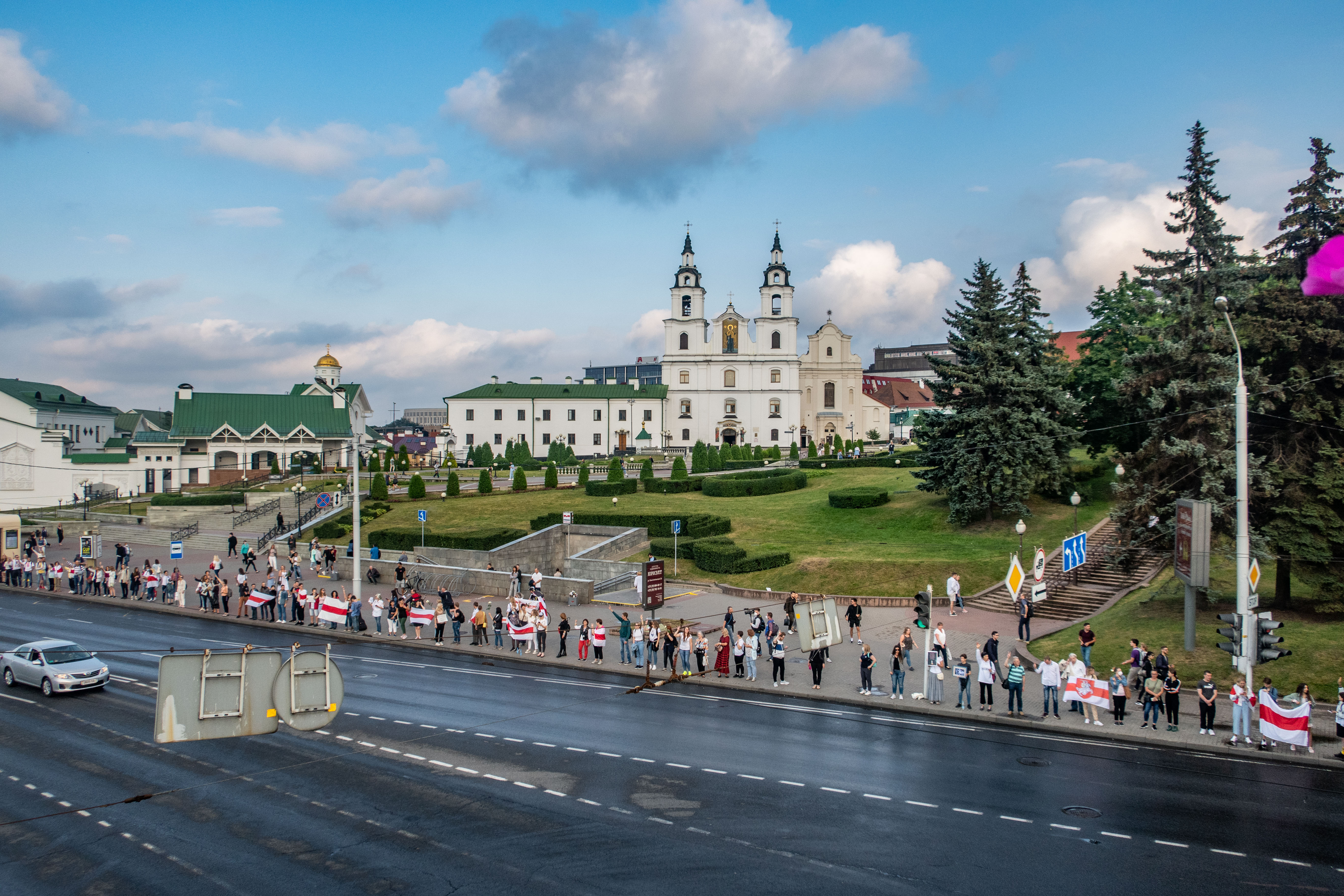
Мінськ, 21 серпня. Міський ланцюг єдності проти насильства від Куропатів до ізолятора на Окрестіна

19 серпня архієпископ, митрополит Мінська та Могильова Тадеуш Кондрусевич молився під стінами ізолятора, які стали символом тортур цивільних осіб, тих, хто не згоден з фальсифікацією виборів.
21 серпня о 18:00 у Мінську розпочався масовий мирний мітинг «Ланцюг покаяння». Його учасники закликали припинити насильство та вишикувалися вздовж доріг у живих ланцюгах — від місця поховання жертв масових репресій кінця 1930-х у Куропатах, на північній околиці міста, до місця жорстокого побиття та катування затриманих на вулиці Окрестіна, розташованій на південному заході міста.
22 серпня на площі Перемоги відбувся мітинг «Моя камера», організований родичами та друзями тих, хто став ув'язненим ізолятора на Окрестіна. Учасники намалювали на асфальтових схемах камеру, розраховану на шість чоловік, і стояли там з метою показати, як це було.
14 вересня на телеканалі СТВ вийшов репортаж пропагандиста Григорія Азарьонка про нібито сприятливі умови утримання в Окрестіна, і в яких керівник ізолятора заперечував застосування насильства щодо затриманих. Телепрограми викликали критику ЗМІ.
11 жовтня 2020 року оприлюднено відео, на якому ув'язнених проводять поміж рядів міліціянтів, що їх безперервно б'ють.
У квітні 2021 року в'язні Окрестіна повідомили про регулярне катування, коли на підлогу наливали хлор і перекривали постачання кисню в камеру. Голова Об'єднаної громадянської партії Микола Козлов був госпіталізований через отруєння хлором у центрах ізоляції. За іншими даними, у одиночні камери розміщували по 8 людей, або 18 людей у чотиримісній камері. Ув'язнені майже не могли спати: світло постійно вмикалося кожні 1,5–2 години, коли вдень хтось спав на підлозі (в камерах немає ні матраців, ні подушок), і охорона це побачила, вони відкрили камеру і налили таз хлору. Людина, що страждає на епілепсію, у відповідь на скарги отримала відповідь, що з нею все добре і госпіталізація не потрібна. Передачі від родичів в'язнів адміністрації отримували лише частково. Також були дані про спроби вербувати оперативних працівників, безліч злам акаунтів соціальних мереж ув'язнених під час їхнього утримання.
У червні 2021 року набув розголосу випадок, коли жінці, яка відбувала арешт на Окрестіна в січні–лютому 2021 року видалили яєчник. Причиною стало переохолодження через те, що, за її словами, в камері, як на вулиці, стояв мороз і спати доводилося на крижаній підлозі.
За свідченнями очевидців, в червні 2021 року ув'язненим в переповнених камерах доводилося спати на підлозі з постійно включеним світлом, причому їх будили по кілька разів за ніч та обшукували. На прогулянки ув'язнених не виводили і погрожували закрити кватирку. Передачі віддавали тільки на вахті після закінчення терміну позбавлення волі і в неповному вигляді.
Станом на червень 2021 року жодного однієї кримінальної справи за фактом тортур на Окрестіна порушено не було. За словами адвоката Андрія Мочалова, серед клієнтів якого були потерпілі, які хотіли порушення кримінальних справ за фактом тортур на Окрестіна, всі факти тортур були прийняті центральним апаратом Слідчого комітету, який проводив розслідування, але, коли його тодішній керівник Іван Носкевіч підняв питання про це на нараді силовиків, його відразу звільнили.

## Санкції ЄС, США, інших країн
Керівники та співробітники комплексу місць ув'язнення ставали суб'єктами «Чорного списку ЄС». Відповідно до рішення Ради Європейського Союзу від 2 жовтня 2020 року Іван Соколовський, директор центру ізоляції Акрестіна, був включений в список за «нелюдське і принижуюче гідність поводження, включно тортури, щодо громадян, затриманим в ізоляторі». Його ж включили в свої санкційні списки Велика Британія, Канада, Швейцарія.
Відповідно до рішення Ради Європейського Союзу від 21 червня 2021 року чергові службові особи були додані в список: Євген Врублевський, старший сержант міліції, який, за свідченнями очевидців і повідомленнями ЗМІ, особисто брав участь в жорстоких побиття затриманих цивільних осіб, за «нелюдське і принижує гідність, поводження, включно тортури, щодо громадян, які утримуються в центрі ізоляції правопорушників», Євген Шапетько, директор центру ізоляції, за «жахливі умови в центрі ізоляції і нелюдське і принижуюче гідність поводження з громадянами, які брали участь в мирних протестах і були затримані», Ігор Кенюх, директор ізолятора тимчасового утримання, за «жахливі умови і нелюдське і принижуюче гідність поводження, включно побиття і катування» та «тиск на медичний персонал з метою усунення лікарів», Гліб Дриль і Володимир Лапирь, заступники директора ізолятора тимчасового тримання, за «жахливі умови і нелюдське і принижуюче гідність звернення, включно побиття і катування» проти затриманих громадян. 9 серпня ці ж службові особи потрапили під санкції США.
21 червня 2021 року центри утримання на Окрестіна були додані до списку спеціально позначених громадян і заблокованих осіб США за, згідно очевидцям, фізичне насильство, зокрема тортури і нелюдські умови під час затримання, — порушення прав людини, пов'язані з політичними репресіями.